# Сувалки
Сува̀лки (на полски: Suwałki; на литовски: Suvalkai; на беларуски: Сувалкі; на немски: Sudauen, Suwalken) е град в Подляско войводство, Североизточна Полша. Административно е обособен в отделен окръг с площ 65,51 km2.
Също така е административен център на Сувалски окръг и на Сувалска община, без да е част от тях.

## География
Градът се намира край река Чарна Ханча в историческата област Судовия. Разположен е на 110 km северно от Бялисток, на 30 km от границата с Литва и руската Калининградска област.

## Население
Населението на града възлиза на 69 210 души (2012 г.). Гъстотата е 1056 души/km2.
Демографско развитие:

## История
Сувалки е основан в края на 17 век и се превръща в център на владенията на Камалдолианския орден в района в рамките на Жечпосполита. Жителите му постепенно нарастват, като към края на 18 век вече са около 1200 души, главно поляци и евреи. През 1794 година градът е завладян от Прусия, през 1807 година става част от Варшавското херцогство, а през 1815 година – от поставеното под руска власт Полско царство. През 1915 – 1917 година градът е окупиран от германски войски, а в навечерието и по време на Полско-литовската война през 1919 година и Полско-съветската война през 1920 – 1921 година градът на няколко пъти е окупиран от полски, литовски и съветски части.
По време на германско-съветското нашествие в Полша през 1939 година Сувалки е окупиран от съветски войски, но на 12 октомври е предаден на германците. По време на германската окупация, градът е подчинен административно на Източна Прусия, като еврейската общност, наброяваща около 7 хиляди души, е унищожена. Край града е създаден военнопленнически лагер, в който са затворени около 120 хиляди съветски войници. Сувалки е отново окупиран от съветските войски на 23 октомври 1944 година, но съпротивата на Армия Крайова срещу тях в района продължава до началото на 50-те години.

## Фотогалерия
- Река „Чарна Ханча“
- Йотвингски курган
- Улица „Тадеуш Косцюшко“

## Други
- В Сувалки е роден режисьорът Анджей Вайда (р. 1926).